# Формативно оцењивање
Формативно оцењивање (formative аssessment)   или оцењивање за учење укључујући дијагностичко тестирање, је низ формалних и неформалних процедура оцењивања које спроводе наставници током процеса учења како би модификовали активности наставе и учења како би побољшали

## Функције и врсте оцењивања заснованог на компетенцијама
Оријентисаност на исходе учења, успостављена и у нашем систему образовања, довела је до фундаменталне промене у начину на који школе виде и размишљају о функцији и природи оцењивања. Основна идеја је да су оцењивање, настава и учење интегрисани процеси који једино у синергији могу довести до предвиђених ефеката. Оцењивање се све мање доживљава формалистички, као пуко додељивање оцена, већ као свакодневна активност која се користи да би се подржао процес учења.
Постоји неколико могућих функција оцењивања заснованог на компетенцијама:
1. дијагностичка,
2. формативна и
3. сумативна (финална).

## Историјат формативног оцењивања
Формативном оцењивању све чешће се говори од када су Скривен и Блум користили овај израз за процену која је у функцији даљег учења и побољшања резултата. Захтеви да оцењивање у првом плану буде формативно, развојно, усмеравајуће све су израженији; траже се начини да оцењивање буде саставни део процеса наставе и учења и да представља мост између наставе и учења.
Теоријско полазиште у разматрању могућности за развој оцењивања којим ће бити превазиђене мањкавости нумеричког и сумативног оцењивања налазимо у конструктивистичким теоријама учења, а посебно у идејама представника социокултурне теорије који сматрају да је знaњe aктивнo, дa ниje пaсивнa кoпиja, „oтисaк“ ствaрнoсти, дa je субјективнo, рeлaтивнo и у рaзвоју, дa je прoцeс (a нe рeзултaт) у чијем нaстaнку сoцијални фaктoри имају вaжну фoрмaтивну улoгу. Према конструктивистичкој парадигми, свaкa oсoбa у ситуацијама учења изгрaђуje нoвa знaња нa тeмeљу свог активног учешћа. За разлику од когнитивног, „социјални конструктивизам се усмерава на интерпсихичке процесе, то јест на облике и садржаје дискурса међу индивидуама“, у чему се јасно препознаје место формативног оцењивања.

## Одређење појма формативно оцењивање
Формативно оцењивање јесте редовно праћење и процена напредовања у остваривању прописаних исхода, стандарда постигнућа и ангажовања у оквиру обавезног предмета, изборних програма, активности (пројектне наставе и слободних наставних активности) са и без модула, као и праћење владања ученика 
Ефикасно је само када се обавља у различитим контекстима, тј. када је ученику дата прилика да више пута покаже своје знање, вештине и ставове и када је тај процес пропраћен благовременим повратним информацијама. Оцена се онда формира на основу довољног броја информација и доказа (посматрање извођења, ученички продукти рада...). Када су ове претпоставке испуњене може се рећи да је оцењивање стварно у функцији учења.
Формативно оцењивање:
- наглашава резултате учења;
- помаже ученицима да добро разумеју циљеве, исходе и стандарде;
- обезбеђује јасне критеријуме за процену постигнућа;
- усмерено је на разлику између онога што ученици већ знају и жељених резултата учења;
- даје повратне информације које су разумљиве, јасно указују на даље активности и релевантне су;
- пружа важне дијагностичке информације на основу анализе појединачних података о постигнућу ученика.

## Веза формативног, сумативног и дијагностичког оцењивања
Често се формативно оцењивање назива оцењивање за учење, док се сумативно назива оцењивање учења, тј. мерење и документовање ученичких постигнућа. Формативно оцењивање се разликујe од сумативног на неколико начина мада се ове две врсте оцењивања преплићу. Најочигледнија разлика огледа се у томе што за формативно оцењивање није нужно давати бројчане оцене. Будући да, на неки начин, формативно оцењивање служи за проверу квалитета процеса наставе и учења, овде се више се ради о прикупљању података, а не о крајњем резултату учења исказаним бројем. Сакупљене информације помажу у обликовању инструкција за учење и избору будућег садржаја учења. Док се сумативна оцена обично даје на основу теста, писменог задатака, усменог одговора или завршног пројекта, формативна оцена може бити дата у веома различитим облицима (кратак есај, цртеж, квиз, дебата). Дијагностичко оцењивање постаје формативно оцењивање када наставник користи информације које је добио у том процесу да побољша наставу и учење.